# Кейти Сегал
Катрин Луис „Кейти“ Сегал (на английски: Catherine Louise 'Katey' Sagal) е американска актриса, певица и текстописка, носителка на награда „Златен глобус“ и номинирана за две награди „Сателит“. Широка популярност ѝ носи ролята на Пеги Бънди в комедийния ситком на FOX „Женени с деца“. Известна е още с ролята Лийла във „Футурама“, с участието си в „Осем прости правила“ и с ролята на Джема Мароу в сериала „Синове на анархията“. От 2014 г. има звезда на Холивудската алея на славата.

## Избрана филмография
- „The Failing of Raymond“ (1971) – Pациент
- The Bold Ones: The New Doctors (1972) – Mлада медицинска сестра
- „Коломбо“ (1973) – Секретарка
- „Лари“ (1974) – Касиерка
- „Мери“ (1985 – 1986) – Джо Тъкър
- „Женени с деца“ (1987 – 1997) – Пеги Бънди
- „Добрата майка“ (1988) – Урсула
- „Футурама“ (1999 – 2003; 2008 – 2013) – Туранга Лийла (глас)
- „Осем прости правила“ (2002 – 2005) – Кейт Хенеси
- „Изгубени“ (2005 – 2010) – Хелън Норууд
- „От местопрестъплението“ (2008) – Анабел Бунд/Наташа Стийл
- Comedy Central Roast (2012) – Себе си
- „Бруклин 9 – 9“ (2017) – Карън Пералта
- „Гранд хотел“ (2019) – Тереса